# Јанош Жолнаи
Јанош Жолнаи (мађ. Zsolnai János) је био мађарски фудбалер, репрезентативац и фудбалски тренер, играо је на позицији нападача.

## Каријера

### Играч
Пре 1945. године био је фудбалер будимског МСЕ. Између 1945. и 1950. године играо је у екипи Гама МАТЕОС-а, где му је најбољи резултат било осмо место на три првенства. У сезони 1948/49. био је најбољи стрелац тима са 17 голова, а такође и у сезони 1949/50. са 15 голова.

### Репрезентација
Током 1947. године два пута се појавио у репрезентацији и постигао два гола. Репрезентација Будимпеште два пута (1947), Б-репрезентација једном (1947).

### Тренер
Године 1955. постао је тренер Динама Вашаша. Од 1957. године руководио је обуком грчког Аполона Атине. Године 1960. поново је постао тренер Вашаш Динама. Након тога руководио је Аполоновом обуком на Кипру у Лимасолу, а 1965. био је одговоран за професионални рад тима Јасберењи. Отишао је одатле после шест месеци и поново је био активан на Кипру. Године 1968. постављен је за тренера Волана Сц.

## Достигнућа
- Прва лига Мађарске у фудбалу
  - 8.: 1947–48, 1948–49, 1949–50